# Toumodi (Departement)
Toumodi ist ein Departement der Elfenbeinküste, in der Region Bélier im Distrikt Lacs im südlichen Zentrum des Landes gelegen.
Hauptstadt des Departements ist Toumodi, die Einwohnerzahl beträgt 127.825 Menschen (Zensus 2014). Das Departement Toumodi unterteilt sich in die Gemeinden Toumodi und Kokoumbo (gleichzeitig jeweils Unterpräfekturen) sowie die Unterpräfekturen Angoda und Kpouèbo.